# Albert (Somme)
Albert je francouzská obec v departementu Somme v regionu Hauts-de-France. V roce 2012 zde žilo 9 899 obyvatel. Je centrem kantonu Albert.

## Sousední obce
Aveluy, Bécordel-Bécourt, Bouzincourt, Dernancourt, Méaulte, Mesnil-Martinsart, Millencourt, Ovillers-la-Boisselle

## Vývoj počtu obyvatel
Počet obyvatel